# Вистрорио
Вистрорио (итал. Vistrorio) је насеље у Италији у округу Торино, региону Пијемонт.
Према процени из 2011. у насељу је живело 442 становника. Насеље се налази на надморској висини од 478 м.

## Становништво
| 1931. | 1936. | 1951. | 1961. | 1971. | 1981. | 1991. | 2001. | 2011. |
| ----- | ----- | ----- | ----- | ----- | ----- | ----- | ----- | ----- |
| 642   | 587   | 557   | 547   | 538   | 468   | 426   | 496   | 521   |